# Haplophragmina
Haplophragmina es un género de foraminífero bentónico de la subfamilia Haplophragmellinae, de la familia Endothyridae, de la superfamilia Endothyroidea, del suborden Fusulinina y del orden Fusulinida. Su especie tipo es Haplophragmina kashkirica. Su rango cronoestratigráfico abarca el Moscoviense (Carbonífero superior).

## Discusión
Clasificaciones más recientes incluyen Haplophragmina en la subfamilia Mstiniinae, de la familia Mstiniinae, de la superfamilia Mstinioidea, del suborden Tournayellina, del orden Tournayellida, de la subclase Fusulinana y de la clase Fusulinata.

## Clasificación
Haplophragmina incluye a las siguientes especies:
- Haplophragmina beschevensis †
- Haplophragmina kashkirica †
- Haplophragmina lata †
- Haplophragmina loeblichi †
- Haplophragmina potensa †

Otra especie considerada en Haplophragmina es:
- Haplophragmina infrequens †, de posición genérica incierta

En Haplophragmina se ha considerado el siguiente subgénero:
- Haplophragmina (Haplophragminoides), también considerado como género Haplophragminoides y aceptado como Insolentitheca